# Anna Pavlova (danseuse)
Pour les articles homonymes, voir Anna Pavlova et Pavlova.

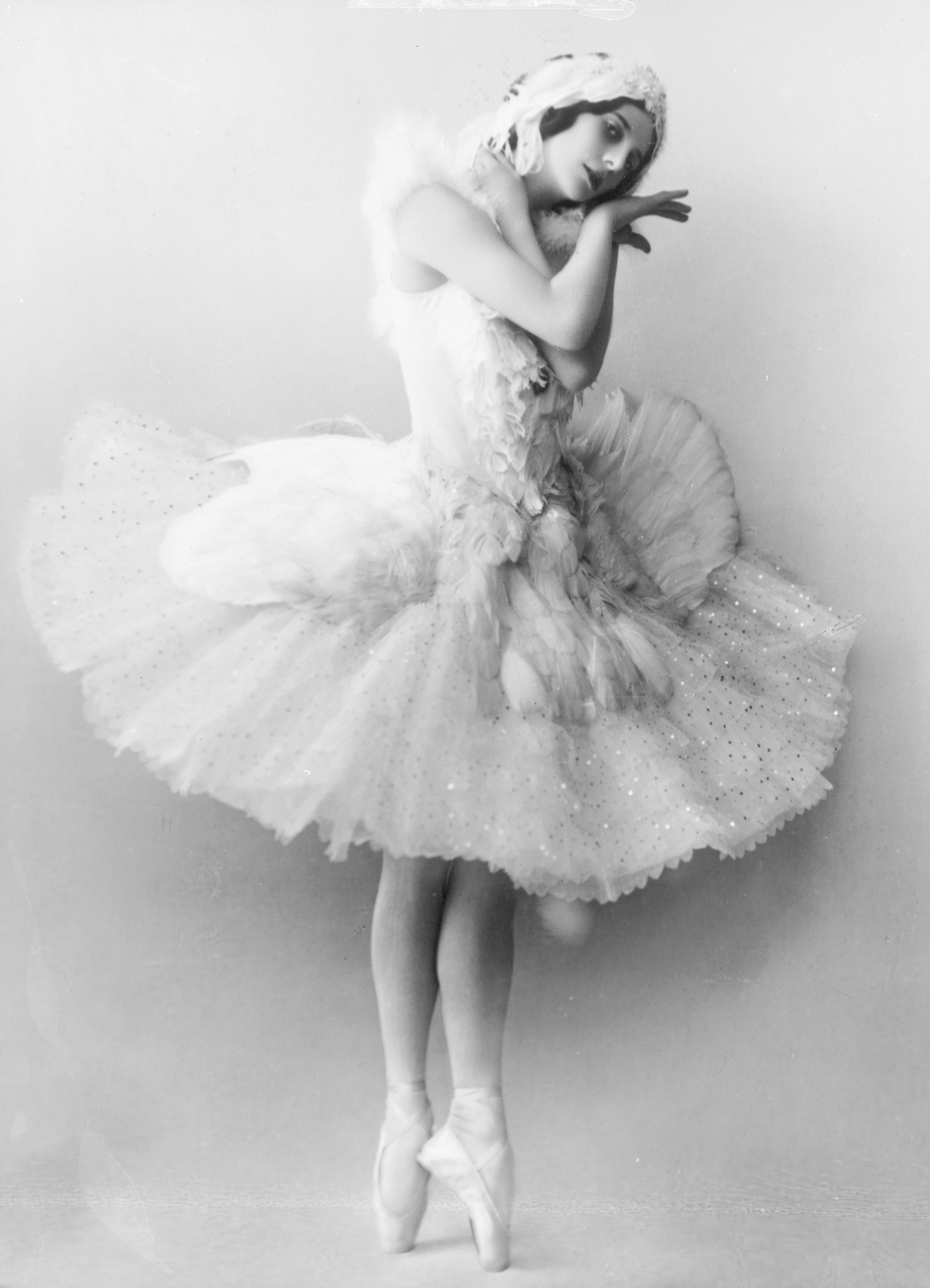
Anna Pavlova, La mort du cygne.

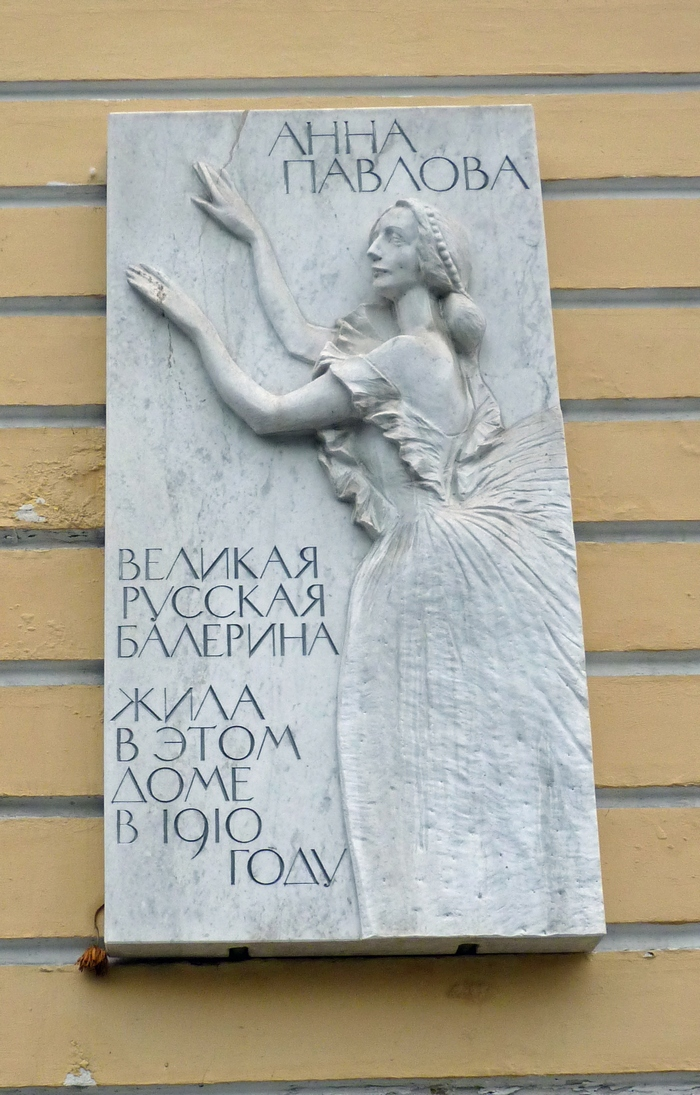
Plaque commémorative à Saint-Pétersbourg (2015).

Anna Pavlovna Pavlova (en russe : А́нна Па́вловна Па́влова), simplement dite Anna Pavlova, est une ballerine russe, née Anna Matveïevna Pavlova (en russe : А́нна Матве́евна Па́влова) le 12 février 1881 (31 janvier dans le calendrier julien) à Saint-Pétersbourg (Russie) et morte le 23 janvier 1931 à La Haye (Pays-Bas). Elle est considérée pour beaucoup comme la meilleure danseuse de ballet classique. Elle a été une étoile du Ballet impérial russe et des Ballets russes de Serge Diaghilev. Son rôle le plus célèbre était La Mort du cygne et elle a été la première ballerine à parcourir le monde avec sa propre compagnie de ballet.

## Biographie
Née dans une famille d'origine modeste, Anna Pavlova s'est sentie attirée par la danse après avoir vu une représentation de La Belle au bois dormant en 1890. Formée à l'École impériale de danse de Saint-Pétersbourg, elle est suivie de très près par Enrico Cecchetti (elle sera par la suite son unique élève, de 1906 à 1908), qui lui permet d'entrer en 1899 au sein du ballet du Théâtre Mariinsky. Lorsqu'en 1906 elle devient danseuse étoile, elle a déjà dansé les plus grands rôles du répertoire classique. Elle reste attachée au Mariinsky jusqu'en 1913.
Cependant, dès 1908, elle commence ses tournées internationales qui composeront l'essentiel de sa carrière et l'emmèneront dans quelque 4 000 villes du monde entier. 
Dans les premières années des Ballets Russes, Pavlova travaille brièvement pour Serge de Diaghilev. À l'origine, elle devait danser dans L'Oiseau de Feu de Mikhail Fokine, mais refuse, car elle ne peut pas accepter la partition d'avant-garde d'Igor Stravinsky, et le rôle a été confié à Tamara Karsavina. Tout au long de sa vie, Pavlova a préféré la mélodieuse « musique dansante » des anciens maîtres, tels que Cesare Pugni et Ludwig Minkus, et se soucie peu de tout ce qui s'écarte de la musique de ballet du XIXe siècle.
Elle crée même sa propre compagnie, afin de partager sa passion de la danse sur le plan international. Ses duos avec Vaslav Nijinski dans Les Sylphides et Giselle sont restés dans les mémoires.
Toutefois, Anna Pavlova est réellement entrée dans la légende grâce à son interprétation de La Mort du cygne, sur un extrait du Carnaval des animaux de Camille Saint-Saëns. Michel Fokine créa ce solo à sa demande, lors d'une répétition de l'année 1905, et avouera plus tard avoir été inspiré par la visite que lui avait rendue Isadora Duncan quelques mois auparavant.
En 1931, alors qu'elle est en tournée aux Pays-Bas, elle contracte une pneumonie qui évolue en pleurésie, qui l'oblige à faire le choix entre mettre un terme à sa carrière ou mourir, mais elle ne peut se résoudre à arrêter la danse. Durant son agonie, elle aurait demandé qu'on lui prépare son costume de cygne. Elle meurt à l'hôtel des Indes à La Haye le 23 janvier 1931. Le soir de sa mort, à Saint-Pétersbourg, les violons de l'orchestre ont joué la musique de La Mort du cygne devant une scène vide, seulement éclairée par un projecteur. Elle est incinérée au crématorium de Golders Green.
Anna Pavlova aurait déclaré : « Je désire que mon message de beauté, de joie et de vie continue à être délivré après moi. J'espère que lorsque l'on aura oublié Anna Pavlova, le souvenir de sa danse restera dans le cœur des gens. Si je réussissais ne serait-ce que cela, je m'estimerais satisfaite. »
La grande Margot Fonteyn, bien qu'elle n'eût pas connu Anna Pavlova, disait d'elle qu'elle était un « génie ».
Au cours de sa vie, Pavlova a inspiré et influencé d'innombrables danseurs qui ont rejoint sa troupe. Parmi eux se trouvait la jeune ballerine américaine Ruth Page en 1918,,.

## Postérité

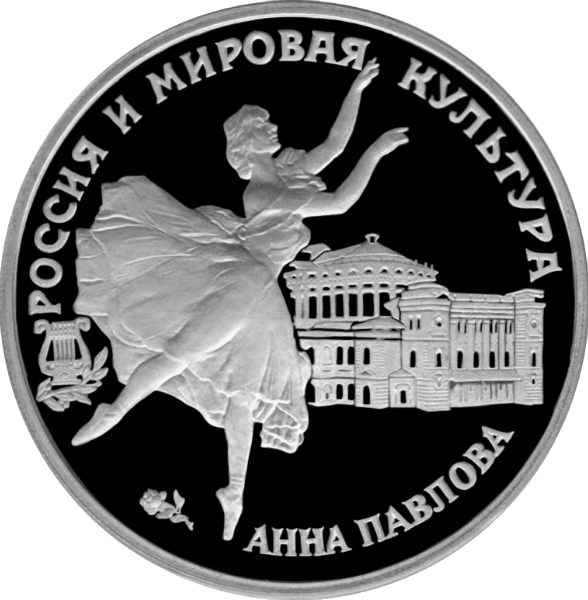
Pièce commémorative.

Selon Keith Money, un biographe d'Anna, la pavlova (dessert à base de meringue) fut créée par le chef d'un hôtel à Wellington en Nouvelle-Zélande en honneur de la danseuse, alors en tournée internationale.
Le film Anna Pavlova (1983) d'Emil Loteanu est inspiré de la vie d'Anna. Son personnage y est incarné par Galina Beliaïeva,,.
D'autres œuvres romancent son histoire :
- La Danse du cygne, album jeunesse de Laurel Snyder et Julie Morstad publié par les éditions de L'Étagère du bas (2018), d'après l'édition originale parue sous le titre Swan (Chronicle Books, 2015).
- Anna - Journal d'un cygne, collection de 6 romans de Sandrine Beau publiés aux éditions playBac (2018), journal intime imaginaire de Anna Pavlova à partir de ses dix ans.

En astronomie, est nommé en son honneur (3055) Annapavlova, un astéroïde de la ceinture principale découvert en 1978.